# Milton Keynes Dons F.C.
Milton Keynes Dons Football Club (MK Dons) – angielski klub piłkarski grający w League Two.

## Historia
MK Dons został utworzony 21 czerwca 2004 roku po zmianie nazwy z Wimbledon F.C. W 2003 Wimbledon F.C. został przeniesiony do miasta Milton Keynes, grając jeden sezon jako Wimbledon FC zanim w 2004 roku zmieniono nazwę na MK Dons.
Duża część kibiców niezadowolona z sytuacji w Wimbledon FC w 2002 stworzyli nowy klub – pod nazwą AFC Wimbledon. Po trudnych negocjacjach stowarzyszenia niezależnych kibiców AFC Wimbledon i MK Dons, MK Dons zrzekł się wszelkich praw do trofeów oraz do historii Wimbledon F.C. na rzecz London Borough of Merton.
3 maja 2015 w ostatniej kolejce spotkań MK Dons po raz pierwszy w historii klubu uzyskał awans do Football League Championship po zwycięstwie nad zdegradowanym Yeovil Town 5:1 i przy jednoczesnej porażce Preston z walczącym o utrzymanie Colchester United.

## Aktualny skład
stan na 3 grudnia 2017.
| Nr | Poz. | Piłkarz                                |
| -- | ---- | -------------------------------------- |
| 1  | BR   | Lee Nicholls                           |
| 2  | OB   | George Williams                        |
| 3  | OB   | Dean Lewington (kapitan)               |
| 4  | OB   | Joe Walsh                              |
| 5  | OB   | Scott Wootton                          |
| 6  | PO   | Ed Upson                               |
| 7  | PO   | Gboly Ariyibi (wyp. od Nottingham)     |
| 8  | PO   | Ousseynou Cissé                        |
| 9  | NA   | Osman Sow                              |
| 10 | PO   | Chuks Aneke                            |
| 11 | PO   | Peter Pawlett                          |
| 12 | OB   | Scott Golbourne (wyp. od Bristol City) |
| 13 | BR   | Wieger Sietsma                         |
| 14 | NA   | Kieran Agard                           |

| Nr | Poz. | Piłkarz                                      |
| -- | ---- | -------------------------------------------- |
| 15 | NA   | Ryan Seager (wyp. od Southampton)            |
| 16 | NA   | Robbie Muirhead                              |
| 18 | PO   | Conor McGrandles                             |
| 19 | OB   | Ethan Ebanks-Landell (wyp. od Wolverhampton) |
| 20 | PO   | Aaron Tshibola (wyp. od Aston Villa)         |
| 21 | PO   | Aidan Nesbitt                                |
| 22 | PO   | Giorgio Rasulo                               |
| 24 | PO   | Connor Furlong                               |
| 25 | OB   | Callum Brittain                              |
| 26 | PO   | Alex Gilbey (vice kapitan)                   |
| 28 | PO   | Hugo Logan                                   |
| 29 | OB   | Oran Jackson                                 |
| 30 | NA   | Sam Nombe                                    |
| 31 | NA   | Brandon Thomas-Asante                        |

### Gracze na wypożyczeniu
| Nr | Poz. | Piłkarz                                           |
| -- | ---- | ------------------------------------------------- |
| 17 | OB   | Paul Downing (w Blackburn Rovers do końca sezonu) |
| 23 | OB   | Ben Tilney (w Brackley Town do końca sezonu)      |

## Sukcesy
- League One
  - Wicemistrz (1): 2014/2015
- League Two
  - Mistrz (1): 2007/2008
- Football League Trophy:
  - Zdobywca (1): 2007/2008

## Reprezentanci kraju grający w klubie
- Michel Pensée
- Mark Williams
- Richard Johnson
- Malvin Kamara
- Nick Rizzo
- Richard Pacquette
- Craig Morgan
- David Partridge
- Stephen Quinn
- James Waite
- Paul Butler
- Drissa Diallo
- Darren Potter
- Keith Andrews
- Albert Jarrett
- Colin Cameron
- Craig Dobson
- Ali Gerba
- Will Grigg
- Stephen Gleeson
- Samir Carruthers
- Dele Alli
- Keith Andrews
- Giorgio Rasulo
- Kyle McFadzean

## Trenerzy[5].
| Nazwisko          | Narodowość    | Od                   | Do                   | Razem | Razem   | Razem  | Razem     | Razem        | Uwagi      |
| Nazwisko          | Narodowość    | Od                   | Do                   | Mecze | Wygrane | Remisy | Przegrane | Zwycięstwa % | Uwagi      |
| ----------------- | ------------- | -------------------- | -------------------- | ----- | ------- | ------ | --------- | ------------ | ---------- |
| Stuart Murdoch    | Szkocja       | 7 sierpnia 2004      | 8 listopada 2004     | 21    | 5       | 5      | 11        | 23.81        |            |
| Jimmy Gilligan    | Anglia        | 8 listopada 2004     | 7 grudnia 2004       | 4     | 2       | 0      | 2         | 50.00        | Tymczasowo |
| Danny Wilson      | Irlandia Płn. | 7 grudnia 2004       | 21 czerwca 2006      | 81    | 25      | 32     | 24        | 30.86        |            |
| Martin Allen      | Anglia        | 21 czerwca 2006      | 25 maja 2007         | 46    | 25      | 9      | 12        | 54.35        |            |
| Paul Ince         | Anglia        | 25 czerwca 2007      | 21 czerwca 2008      | 55    | 35      | 11     | 9         | 63.64        |            |
| Roberto Di Matteo | Włochy        | 3 lipca 2008         | 30 czerwca 2009      | 40    | 22      | 7      | 12        | 55           |            |
| Paul Ince         | Anglia        | 3 lipca 2009         | 10 maja 2010         | 55    | 35      | 11     | 9         | 63.64        |            |
| Karl Robinson     | Anglia        | 10 maja 2010         | 23 października 2016 | 346   | 147     | 81     | 118       | 42.49        |            |
| Richie Barker     | Anglia        | 23 października 2016 | 3 grudnia 2016       | 7     | 2       | 2      | 3         | 28.57        | Tymczasowo |
| Robbie Neilson    | Szkocja       | 3 grudnia 2016       | 20 stycznia 2018     | 66    | 26      | 16     | 24        | 39.39        |            |
| Dan Micciche      | Anglia        | 23 stycznia 2018     | 22 kwietnia 2018     | 16    | 3       | 3      | 10        | 18.75        |            |
| Keith Millen      | Anglia        | 22 kwietnia 2018     | 6 czerwca 2018       | 3     | 1       | 0      | 2         | 33.33        | Tymczasowo |
| Paul Tisdale      | Anglia        | 6 czerwca 2018       | obecnie              | 20    | 9       | 8      | 3         | 45.00        |            |